# Axel Emil Nyberg

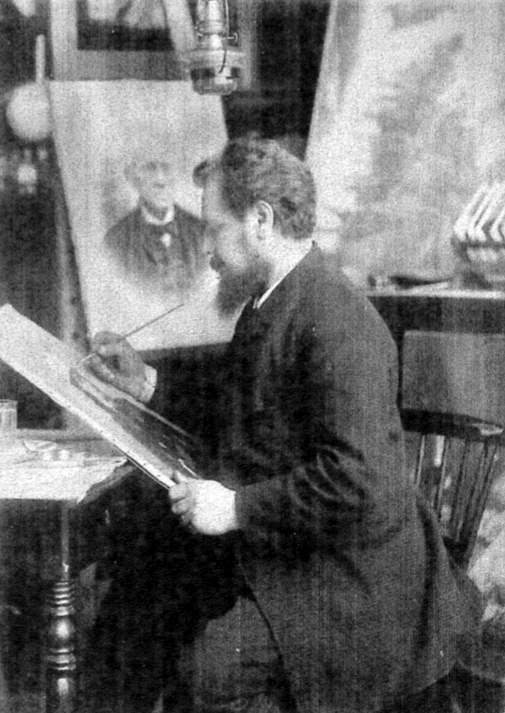
Axel Emil Nyberg i början av 1890-talet

Axel Emil Nyberg, född den 11 mars 1851 i Helsingfors, död den 23 april 1894 i Helsingfors, var en finländsk porträttmålare. Hans föräldrar var guvernementssekreteraren Carl Otto Nyberg och Fredrika Petrell.
Nyberg inledde sin arbetskarriär som byråbiträde vid Helsingfors Dagblads redaktion, sedermera antogs han som elev vid teaterskolan. Han kom även att vara elev vid konstföreningens ritskola, där hans obestridliga artistiska anlag upptäcktes. Någon tid efter detta fick han anställning som ritare vid järnvägens ritkontor. Därefter vistades han dels i Stockholm, dels i S:t Petersburg, där han livnärde sig huvudsakligen genom att utföra porträtt i svartkrita och akvarell. Porträttmåleri bedrev han som yrke, också sedan han återflyttat till Helsingfors. Han målade porträtt även i olja. Många av hans arbeten utmärker sig för att vara synnerligen lika originalen. Nyberg gjorde sig även känd som rimsmidare och tillfällighetspoet. Många av dessa, vanligtvis humoristiska poem ingick i skämttidningarna "Kurre" och "Spets" under pseudonymen "Pelle".
I Ateneums kartotek över finska konstnärer finns Axel Emil Nyberg upptagen som porträttmålare. I övrigt hänvisas till följande tidningsnotiser om honom: Annons i Wasa Tidning 28.11.1893: "Passlig julklapp. Porträtter i pastell och olja förstoras och målas efter fotografi. Profver finnes utstälda i Herr V. Heynos och Montins boklådor, der äfven beställningar emottages. A.E. Nyberg" Samma annons ingick också 30.11 och 1.12.1893. I Åbo Underrättelser 30.12.1894 och Hufvudstadsbladet 1.1.1895 anges Axel Emil Nyberg under rubriken Döden skördar. Artister. Dödsannons i Hbl 23.4.1894: "Att min käre man Ingenjören Axel Emil Nyberg stilla och fridfullt afled den 23 April i en ålder af 43 år till bitter sorg för mig, en fosterson, moder syster, broder, släktingar och många vänner, får jag endast på detta sätt tillkännagifva. Selma Nyberg."
I Helsingfors bodde Axel Emil Nyberg under följande adresser: Vinkelgatan 3, tituleras maskinritare (1879-83), Georgsgatan 29, artist (1891-92), Esplanadgatan 35, artist (1892-93). Nyberg ingick 31.12.1882 i Helsingfors äktenskap med Selma Adolfina Karlsson från Arboga i Sverige.
Nybergs begravning hölls 26.4.1894 på gamla lutherska begravningsplatsen i Helsingfors där hans grav finns.

## Verk av A.E. Nyberg

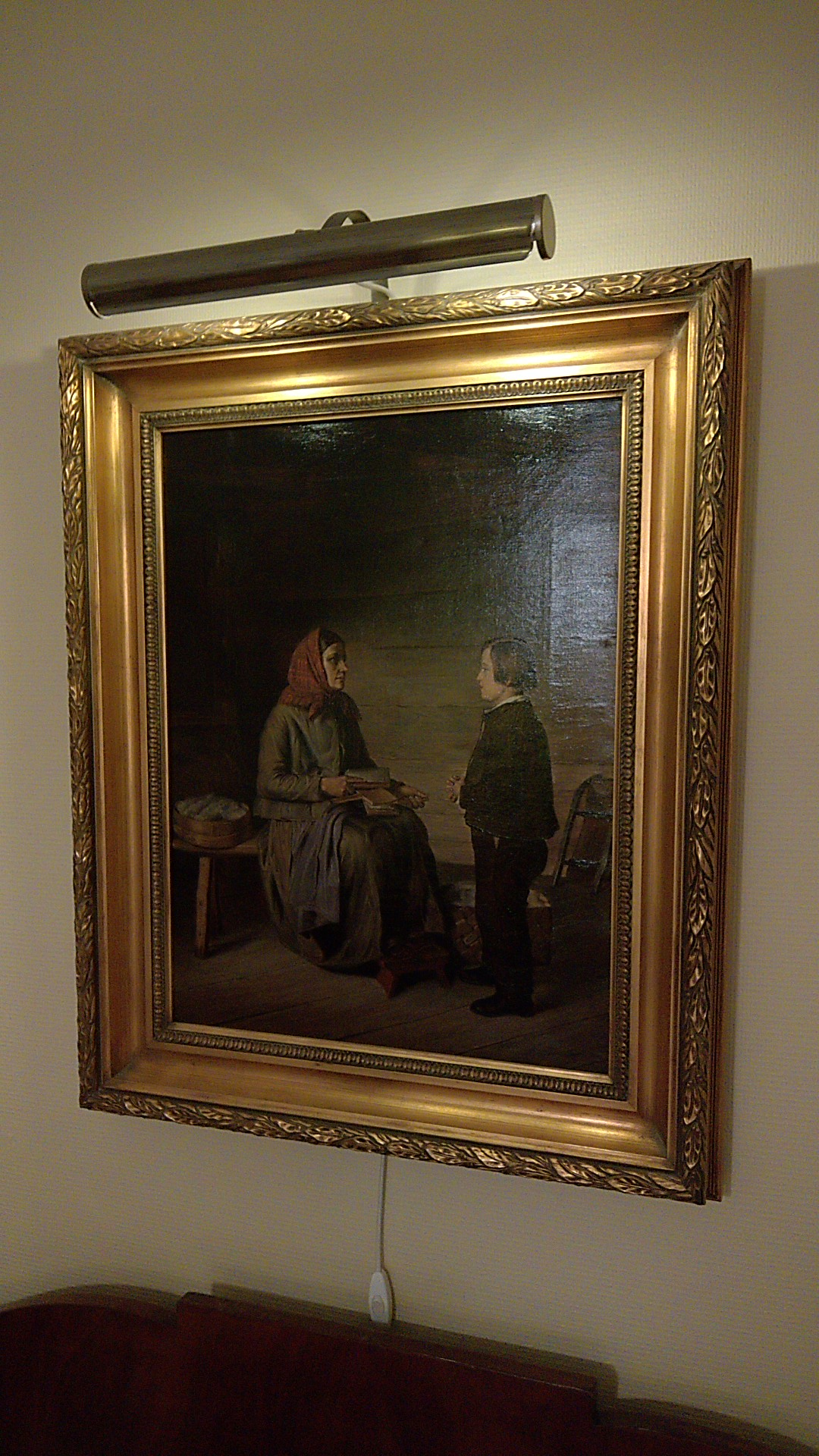
Läsförhöret är en tavla som A.E. Nyberg målade under sin tid på konstföreningens ritskola. På den tiden hörde det till utbildningen i måleri att eleverna kopierade andras verk. Det är alltså fråga om en kopia av R.W. Ekmans tavla Kinkeripäivän aamuna (1867) som finns på Ateneum i Helsingfors.
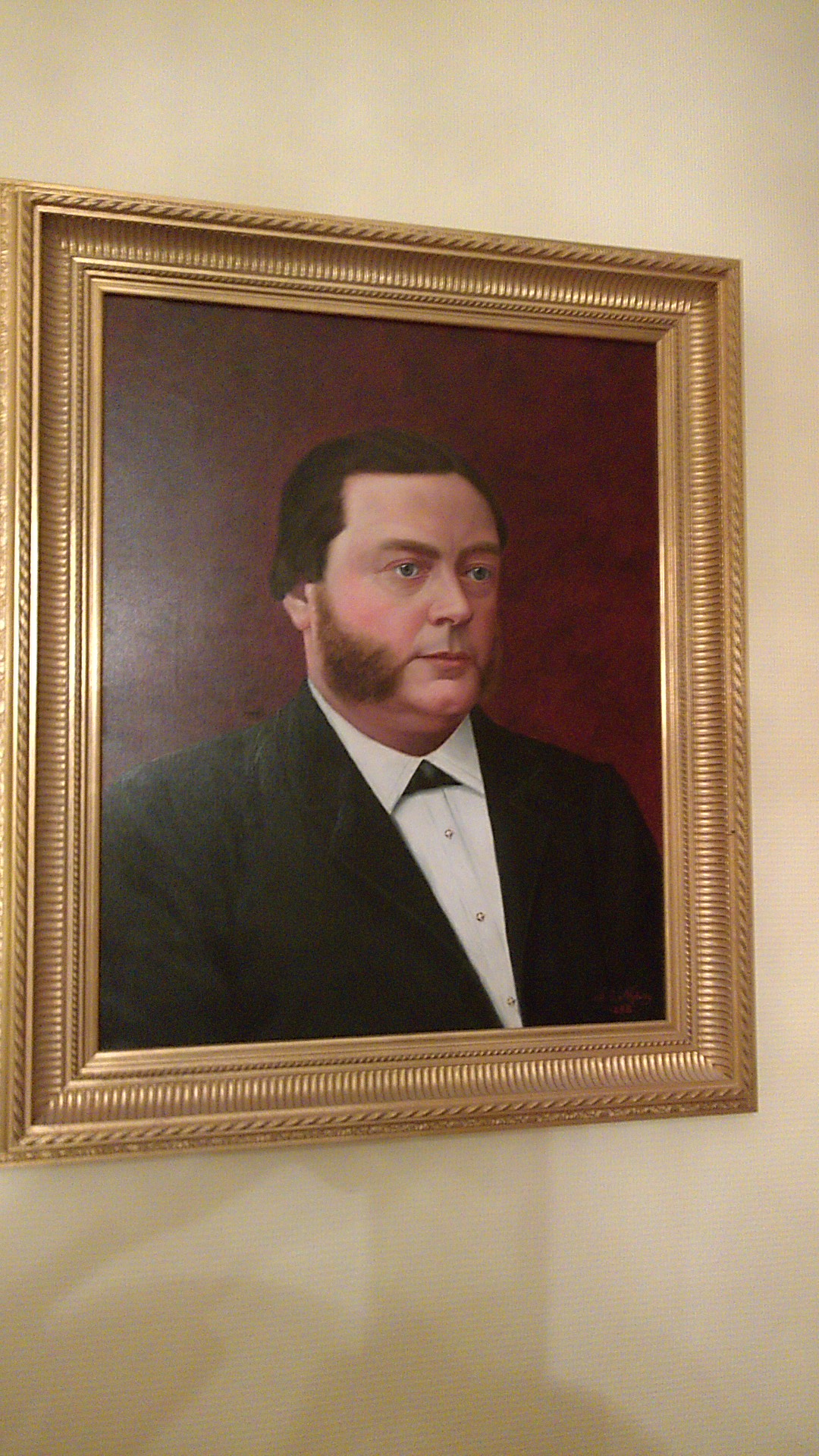
Denna obekanta man målad av A.E. Nyberg i olja 1888 är ett mästerprov på konstnärens förmåga att fånga personer på duken. Nyberg marknadsförde sig som porträttmålare och utförde porträtt utgående från fotografier eller levande modeller.
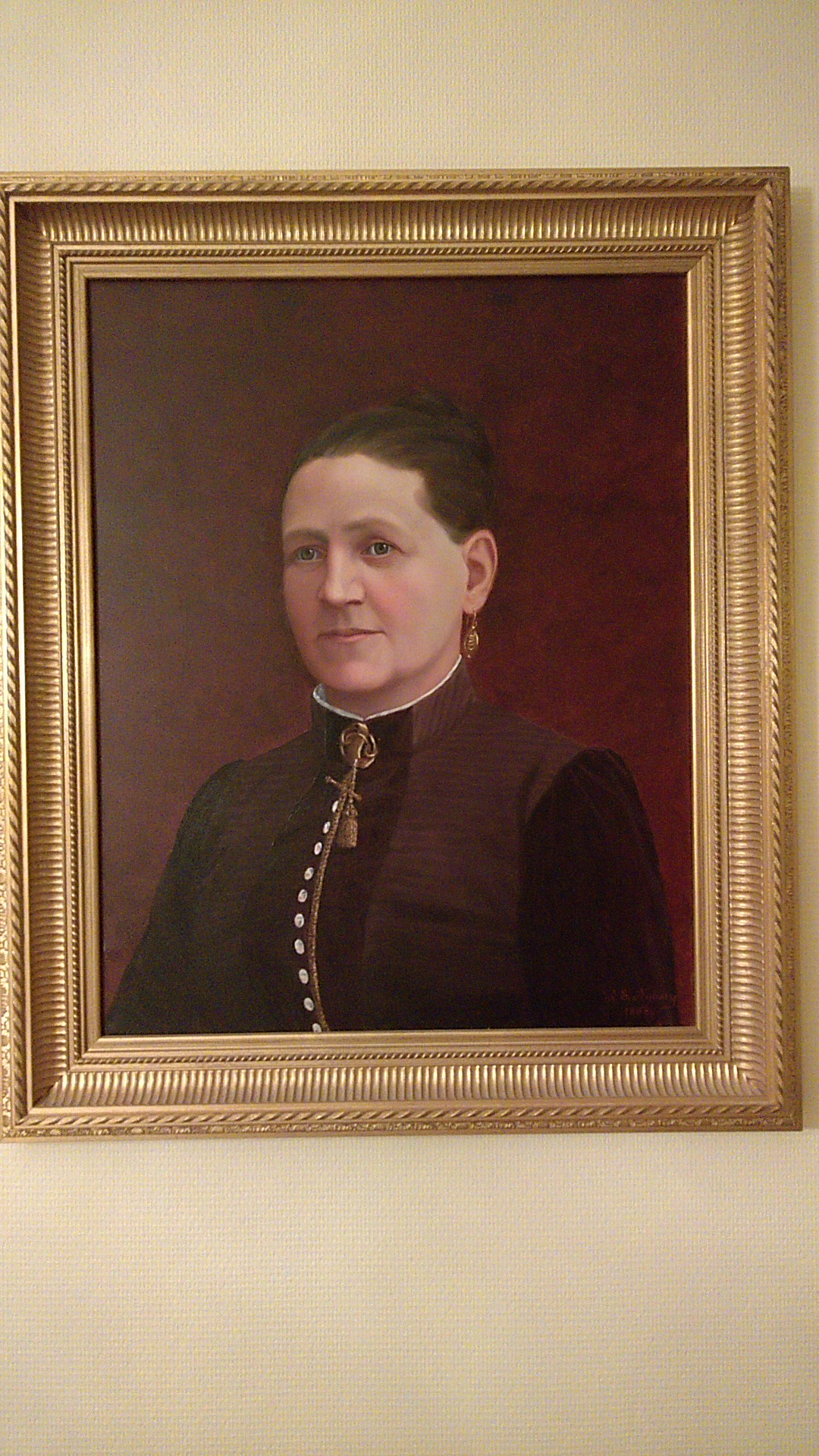
Denna obekanta kvinna målad av A.E. Nyberg i olja 1888 är ett mästerprov på konstnärens förmåga att fånga personer på duken. Nyberg marknadsförde sig som porträttmålare och utförde porträtt utgående från fotografier eller levande modeller.
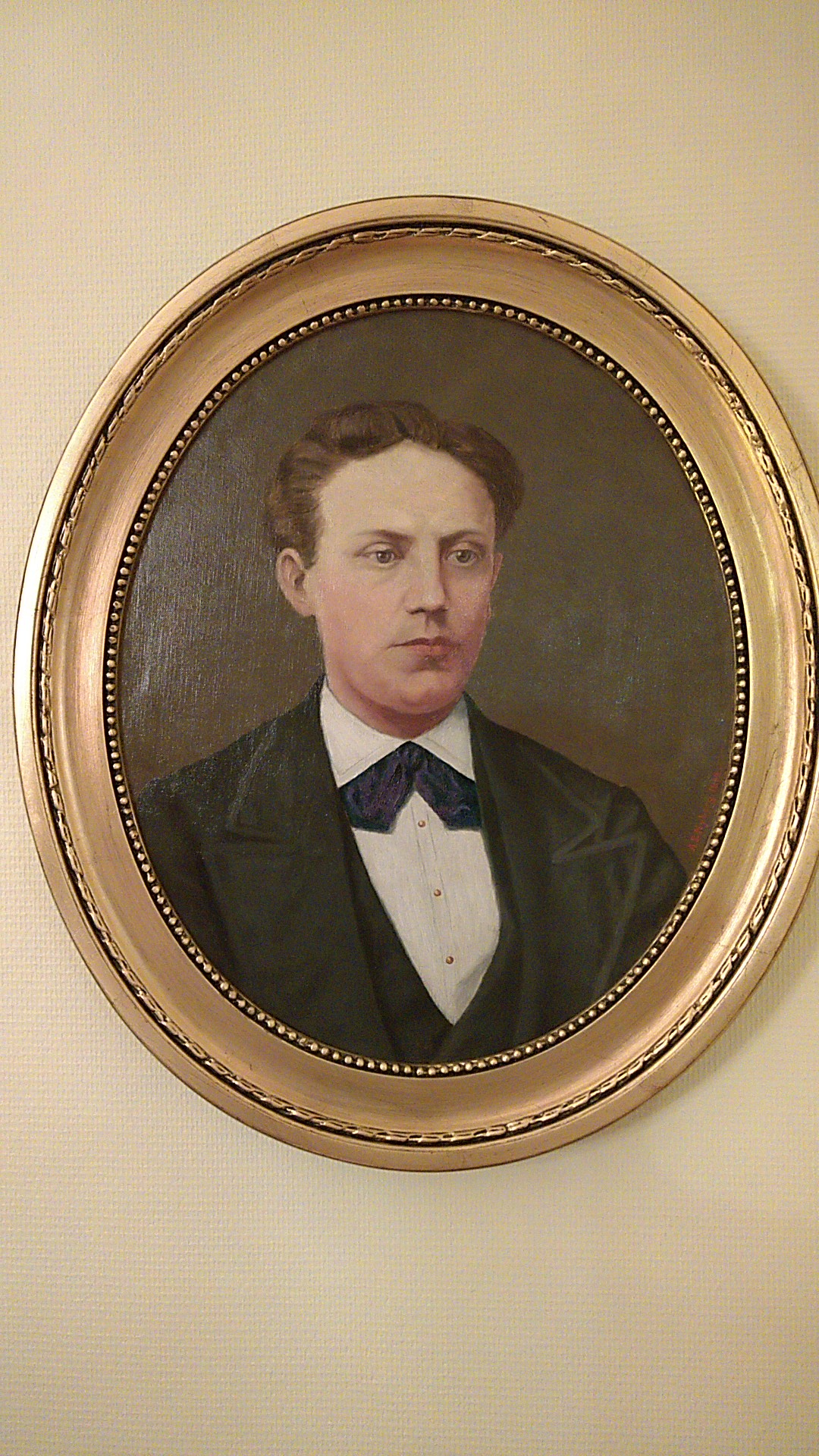
Detta obekanta porträtt i olja från 1889 är det enda ovala i samlingen. På den svartvita bilden av konstnären uppe till höger finns ett annat ovalt porträtt.
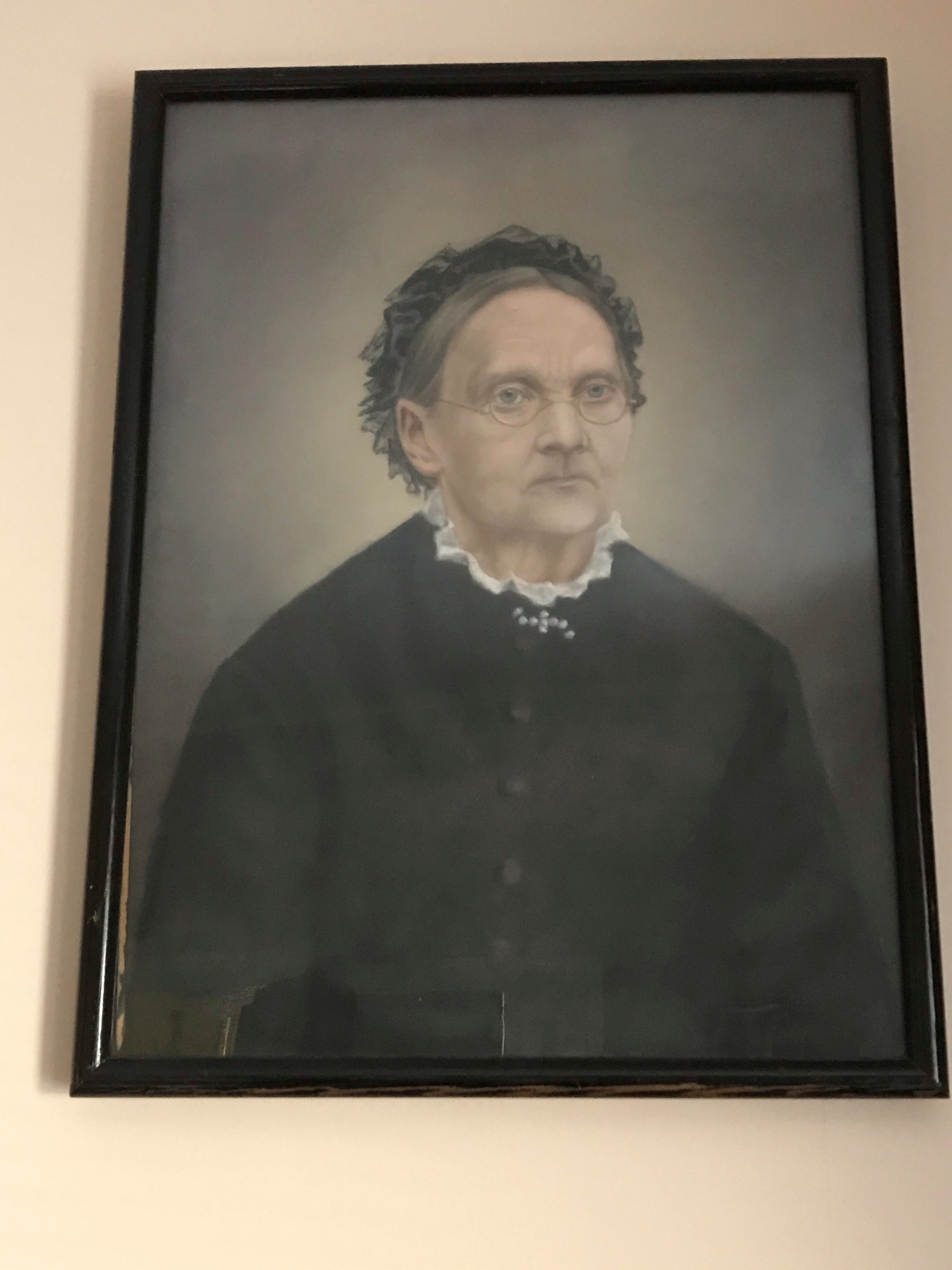
Denna tavla avporträtterar A.E. Nybergs systers Hilma Fredrika Nybergs svärmor Laura Sofia Jäderholm, född Granit (1818-1893).
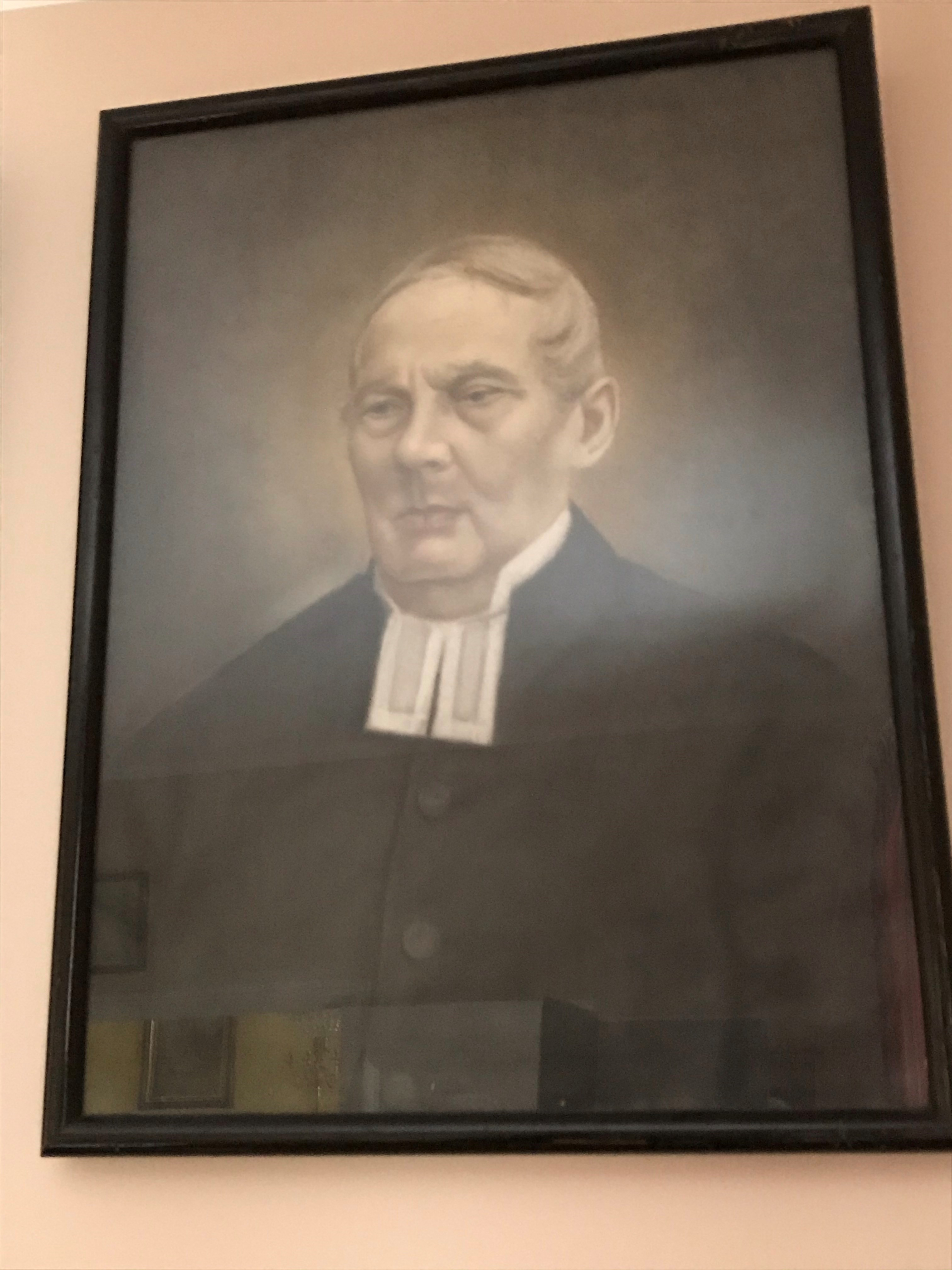
Denna tavla avporträtterar A.E. Nybergs systers Hilma Fredrika Nybergs svärfar, kyrkoherden i Jakimvaara, kontraktsprosten Gustav Wilhelm Jäderholm (1806-1895).